# Neil Casey
Neil Casey (28 de julio de 1981) es un actor, comediante, guionista y dramaturgo estadounidense, reconocido por su trabajo como escritor para los programas de televisión Saturday Night Live e Inside Amy Schumer. Fue nominado a los Premios Primetime Emmy en 2013 y en 2014 por su trabajo en las mencionadas producciones. En 2016 interpretó al villano Rowan North en la película Cazafantasmas.

## Créditos

### Como escritor y guionista
| Año       | Título                                   | Notas          |
| --------- | ---------------------------------------- | -------------- |
| 2006      | The Incredible Drunk                     | 2 episodios    |
| 2006      | Cufflinks                                | Película corta |
| 2008      | Secret Santa Buttplugs                   | Película corta |
| 2012–2013 | Saturday Night Live                      | 19 episodios   |
| 2013      | Security Questions                       | Película corta |
| 2014      | Inside Amy Schumer                       | 10 episodios   |
| 2015      | Kroll Show                               | 5 episodios    |
| 2017      | Mystery Science Theater 3000: The Return | 1 episodio     |
| 2017      | The President Show                       |                |